# Erannis tristrigaria
Erannis tristrigaria är en fjärilsart som beskrevs av Heinrich 1921. Erannis tristrigaria ingår i släktet Erannis och familjen mätare. Inga underarter finns listade i Catalogue of Life.